# Maison du renard (Lille)
Ne doit pas être confondu avec Maison du Renard (Bruxelles).
La maison du renard est un bâtiment situé 8bis parvis Saint-Maurice à Lille dans le département français du Nord en région Hauts-de-France.

## Histoire
Le bâtiment est construit en 1660, il tient son nom du renard sculpté dans le cartouche sur le tympan au dessus de la fenêtre droite du 2ème étage. Le cartouche au dessus de la fenêtre gauche contient lui la date de construction. Il est occupé aujourd'hui par des logements dans les étages, son rez-de-chaussée et celui de l'immeuble adjacent accueillent une boulangerie dite Boulangerie du Renard du nom du bâtiment.
La façade, la toiture ainsi que l'enseigne sculptée représentant le Renard ont été inscrites à la liste des monuments historiques en 1944.

## Description
De style lillois à arcures, le bâtiment divisé en 2 travées se compose au rez-de-chaussée de 2 arcs, celui de gauche classique surmontant 1 fenêtre à croisée et celui de droite comportant 1 porte en bois sur la gauche et une fenêtre à croisée sur sa droite.
Les étages sont aménagés de manière identique chacun composé de 2 arcs surmontant 1 fenêtre à 1 meneau mais sans traverse. Les fenêtres du 2e étage ont la particularité d'être surmontées d'un cartouche dans le tympan, un renard sur la droite et la date de construction du bâtiment à gauche.
Le bâtiment est par ailleurs orné sur son coin gauche d'un chaînage alternant pierre calcaire et brique rouge et sur son coin droit d'un chaînage d'angle en besace réalisé également en pierre calcaire.